# Камано (язык)
Камано (камано-кафе) — папуасский язык, распространённый в Папуа — Новой Гвинее, в провинции Истерн-Хайлендс. На нём говорят примерно 63 или 64 тысячи человек.
Терминами «камано» и «камано-кафе» обозначают язык, на котором в основном говорят в округе Хенганофи, хотя в лингвистической литературе камано относится к некоторым разновидностям внутри группы Камано-Ягария, диалектального континуума провинции Истерн-Хайлендс.

## Письменность
Алфавит языка камано основан на латинице.
| A a | E e | F f | G g | H h | I i | K k | M m | N n | O o |
| --- | --- | --- | --- | --- | --- | --- | --- | --- | --- |
| /ɑ/ | /e/ | /f/ | /g/ | /h/ | /i/ | /k/ | /m/ | /n/ | /o/ |

| P p | R r | S s | T t | U u | V v | Y y      | Ä ä | ʼ   |
| --- | --- | --- | --- | --- | --- | -------- | --- | --- |
| /p/ | /r/ | /s/ | /t/ | /u/ | /β/ | /j/, /z/ | /ɐ/ | /ʔ/ |

- Звук [ʔ] в старой версии алфавита передавался буквой q.

## Фонетика
Согласные звуки /pt km n z/ могут иметь преглоттализованные звуки [ˀp ˀt ˀk ˀm ˀn ˀz], встречающиеся в середине слова.
Фонема /f/ может свободно колебаться с глухим двугубным фрикативным звуком [ɸ].